# کریستوس پاتزاتزوگلا
کریستوس پاتزاتزوگلا (یونانی: Χρήστος Πατσατζόγλου؛ زادهٔ ۱۹ مارس ۱۹۷۹) یک بازیکن فوتبال اهل یونان است.
وی همچنین در تیم ملی فوتبال یونان بازی کرده‌است.